# Regatul Ierusalimului
Regatul Ierusalimului a fost un regat creștin înființat în Levant în 1099 după prima cruciadă. Acest regat avea legături strânse cu monarhiile Europei de Vest, dar avea o întindere relativ mică, iar sprijinul militar și financiar de care se bucura în Europa era redus. Regatul Ierusalimului a avut legături mai strânse cu Regatul Armean al Ciliciei și cu Imperiul Bizantin, acesta din urmă având o puternică influență "orientalizatoare" asupra cruciaților occidentali. În timpurile de maximă putere și întindere, regatul acoperea aproximativ teritoriul Israelului și Palestinei din timpurile moderne. Regatul se întindea din Libanul de azi (nord) în Deșertul Sinai (sud), până în Iordania și Siria zilelor noastre (est). Au existat câteva încercări de extindere a regatului în Egiptul Fatimid. La început, lumea musulmană nu a fost foarte preocupată de existența micului regat, dar, cu trecerea anilor, ideea jihadului – războiul sfânt a devenit tot mai prezentă, iar vecinii musulmani, din ce în ce mai strâns uniți, au început să cucerească teritorii ale Regatului Ierusalimului. În 1187, chiar capitala regatului, orașul Ierusalim a fost cucerit de Saladin, iar, în secolul al XIII-lea, regatul a fost redus la o fâșie îngustă de pământ de-a lungul țărmului mediteranean, pe cuprinsul căreia mai existau numai câteva orașe întărite. Regatul a fost distrus în cele din urmă de mameluci în 1291, creștinii piezând controlul asupra ultimului oraș în zonă, Acra.

## Fondarea și primii ani de existență

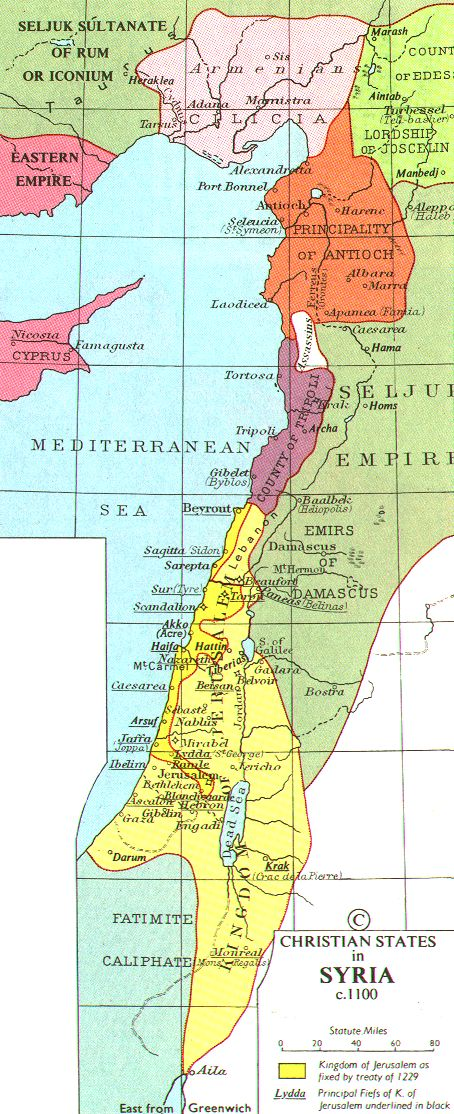
Regatul Ierusalimului și alte state

Prima cruciadă a fost inițiată de Conciliul de la Clermont din 1095 de Papa Urban al II-lea, având ca țel sprijinirea Imperiului Bizantin în lupta cu invazia turcilor selgiucizi. În scurtă vreme însă, cucerirea (sau recucerirea, după cum considerau unii dintre participanți), Țării Sfinte a devenit principalul obiectiv al cruciaților. Regatul a fost înființat odată cu asedierea și cucerirea Ierusalimului în iulie 1099. Godefroi de Bouillon, duce de Lotharingia Inferioară, unul dintre cei mai importanți lideri ai cruciadei, a fost ales primul rege creștin al Ierusalimului. El a refuzat să accepte titlul, considerând că niciun om nu ar trebui încoronat în locul în care  Isus Cristos a purtat coroana cu spini. În loc de titlul regal, el și-a luat titlul de Advocatus Sancti Sepulchri ("Apărător al Sfântului Mormânt"). Existența regatului a fost asigurată de victoria cruciaților din același an în bătălia de la Ascal împotriva Egiptului Fatimid.
La începutul existenței sale, au planat anumite incertitudini cu privire la natura laică sau monahală a regatului. Unii dintre cruciați gândeau că regatul ar fi fost nimerit să fie guvernat ca o teocrație de Papă, o idee pe care de altfel legatul papal Daimbert din Pisa a și încercat să o impună în 1100. Dacă Godfrey ar fi sprijinit această idee, ar fi trebuit să schimbe conducerea Regatului Ierusalimului cu cea a conducerii unui regat secular în Egipt, evident, dacă ar fi fost capabil să ocupe Cairo și să cucerească Egiptul. În ciuda eforturilor legatului papal, la Ierusalim a fost fondat un regat secular, clerul catolic având sadisfacția înlocuirii autorităților ortodoxe bizantine și ortodoxe siriene cu Patriarhatul Latin al Ierusalimului. Godfrey a murit în anul 1100, iar fratele și succesorul său, Balduin I, s-a dovedit un sprijinitor hotărât al monarhiei seculare de tip vest-european, încoronându-se rege al Ierusalimului. Fostul legat papal Daimbert, acum Patriarh Latin, a refuzat totuși să-l încoroneze pe Baldwin în Ierusalim, ceremonia având loc totuși în Betleem.
Baldwin a reușit să extindă fruntariile regatului, cucerind orașele Acra (1104), Beirut (1110) și Sidon (1111), în același timp extinzându-și suzeranitatea și asupra altor state cruciate din nord: Comitatul de Edessa (al cărui fondator fusese de altfel), Principatul Antiohiei și, după cucerirea orașului Tripoli în 1109, și asupra Comitatului Tripoli. Balduin a reușit să respingă în 1113 invaziile musulmane în bătăliile de la Ramala, Damasc și Mosul. În timpul domniei sale s-a mărit numărul de creștini catolici din regiune, odată ce mica cruciadă din 1101 a adus noi întăriri în regat. Statele oraș italiene (Veneția, Pisa și Genova) au început să joace un rol din ce în ce mai mare în viața regatului. Flotele sus-numitelor orașe au sprijinit armata terestră în lupta pentru cucerirea orașelor-port, primind în schimb stăpânirea asupra unor cartiere comerciale autonome, care la rândul lor au dus la creșterea numărului de locuitori creștini ai zonelor respective. Regele Baluin a repopulat Ierusalimul cu franci sau alți creștini după expediția din 1115 din Transiorania. Regatul Ierusalimului nu a reușit niciodată să depășească handicapul izolării față de Europa, nici nu a reușit să-și extindă granițele suficient de mult spre răsărit pentru a asigura un front ușor de apărat. Pentru aproape întreaga sa istorie, regatul a fost doar o fâșie îngustă de pământ între Marea Mediterană și Iordan. Teritoriul regatului a fost deseori ținta raidurilor din partea armatelor vecinilor. Principalele orașe ale regatului puteau fi ușor izolate unul de altul în cazul unui atac masiv al inamicilor, și această caracteristică avea să aducă până la urmă sfârșitul regatului.
Baldwin a murit fără urmași în 1118 și a fost urmat pe tron de vărul său, Balduin Le Bourg. Balduin al II-lea a fost un conducător destoinic și a reușit să apere statul împotriva egiptenilor și turcilor selgiucizi. În timpul domniei sale au fost înființate primele ordine militare, iar granițele regatului au continuat să fie să fie extinse, odată cu cucerirea orașului Tir (1124). Influența Ierusalimului a continuat să se extindă asupra Edessei și Antiohiei, unde Balduin al II-lea a funcționat ca regent atunci când liderii locali au fost uciși în lupte, deși până și Baldwin însuși a fost luat prizonier de mai multe ori de selgiucizi, ceea ce a dus la instaurarea unei regențe la Ierusalim, până la reîntoarcere regelui pe tron. Fiicele lui Baldwin au fost căsătorite în familiile nobile ale contelui de Tripoli și a prințului de Antiohia, în vreme ce fiica sa cea mai mare, Melisanda, a fost desemnată moștenitoarea tronului și a devenit regina Ierusalimului după moartea tatălui ei în 1131.

## Viața în primii ani ai regatului
Populația latină a regatului a fost tot timpul redusă din punct de vedere numeric. Deși în regiune venea un aflux continuu de coloniști și noi cruciați, mulți dintre cei care au luptat în prima cruciadă au plecat pur și simplu înapoi la casele lor. Latinii erau doar o minoritate colonială care conduceau populația băștinașă formată din musulmani, ortodocși greci și sirieni. Ierusalimul a început să fie cunoscut ca "Outremer (teritorile de peste mări)", iar o nouă generație de latini născuți pe aceste pămanturi a început să se considere băștinașă, nu formată din emigranți. Deși acești oameni nu au renunțat niciodată la identitatea lor de vest-uropeni sau de franci, hainele, hrana și mercantilismul lor îi integra mai degrabă în societățile răsăritene, în mod particular în cea bizantină. Cei mai mulți dintre ei au învățat limbile greacă, arabă sau alte limbi vorbite în regiune și s-au căsătorit cu membri ai comunităților creștine locale (grecești, siriene sau armene) și uneori cu membri ai comunității musulmanilor creștinați. Cu toate acestea, principatele france au rămas colonii occidentale distincte în mijlocul teritoriilor musulmane. Despre acest fapt, cronicarul Fulcher din Chartres scria: „noi, care eram occidentali, fusesem transformați în orientali”.
Fulcher, care fusese participant la prima cruciadă, și-a scris cronica până în anul 1127. Alte cronici cunoscute sunt cele ale pelerinilor individuali care au fost strânse în "Recueil de voyages et mémoires", publicată de  Société de Géographie (Paris, 1824-66); "Recueil de voyages et de documents pour servir à la géographie" (Paris, 1890). În afară de acestea, nu există mărturii cu privire la evenimentele din Ierusalim până la William arhiepiscop al Tyrului și Cancelar al Ierusalimului, care și-a scris cronica din 1167 până în 1184, când a murit. Cronica sa cuprindea și numeroase informații despre prima cruciadă și anii trecuți de la moartea lui Fulcher și până în 1167. Din perspectiva musulmană, memoriile lui Usamah ibn Munqidh, soldat și ambasador al Damascului la Ierusalilm sau în Egipt, cuprind numeroase informații despre societatea cruciată din Regatul Ierusalimului. Alte informații mai pot fi luate și din scrierile călătorilor medievali Benjamin din Tudela și Ibn Jubayr.

### Populația
În secolul al XIII-lea, Jean de Ibelin a făcut prima listă a fiefurilor și a numărului de cavaleri de pe fiecare posesiune feudală. Raportul său nu amintește însă de populația latină de rând sau de cea nelatină. La început, regatul avea doar puțini supuși loiali și doar câțiva cavaleri și nobili pentru a putea impune legile occidentale. Totuși, odată cu dezvoltarea comerțului și cu venirea de noi cavaleri ai ordinelor militare în regat, situația s-a îmbunățățit. Emigrarea continuă a crescut populația de origine francă până la aproximativ 25 – 35% din populația regiunii pe la sfârșitul secolului al XII-lea. Unii musulmani s-au reîntors în regat, după ce fugiseră după cucerirea inițială, mulți alții însă au emigrat mai către est.
Regatul avea la bază relațiile feudale caracteristice Europei Occidentale, dar adaptate realităților locale. Regatul avea o întindere relativ mică, cu terenuri cultivabile destul de reduse ca întindere. Încă din vremurile antice, regiunea avusese o economie urbană, spre deosebire de Europa medievală. De fapt, deși nobilimea stăpânea moșii, ei preferau să trăiască în Ierusalim sau în alte orașe, mai aproape de Curtea regală. La fel ca și în Europa, nobilii aveau vasali, fiind la rândul lor vasalii regelui. Spre deosebire de Europa, producția agricolă era reglementată de iqta, sistemul musulman de proprietate asupra pământului, asemănător oarecum cu sistemul feudal din Europa. Acest sistem local a fost acceptat de cuceritorii cruciați.
Deși musulmanii, la fel ca evreii sau ortodocșii, nu aveau practic niciun drept în zonele rurale, unde, cel puțin teoretic, erau proprietatea lorzilor cruciați care stăpâneau pământurile, toleranța față de credințele necatolice era mai ridicată decât în alte regiuni ale Orientului Mijlociu. Grecii, sirienii și evreii au continuat să trăiască așa cum o făcuseră și până atunci, fiind supuși ai lorzilor feudali și a curților acestora, foștii stăpâni feudali musulmani fiind pur și simplu înlocuiți de noii stăpâni feudali cruciați. Musulmanii deveniseră membrii societății la cel mai de jos nivel. Pe proprietățile cruciaților, comunitățile musulmane și siriene se bucurau de un anumit grad de autonomie, aflâdu-se sub conducerea liderilor coreligionari, ra'is. În orașe, musulmanii și ortodocșii erau liberi, deși niciunui musulman nu i se permitea să trăiască efectiv în localitățile urbane. Musulmanii erau cetățeni de mâna a doua și nu jucau un rol activ în politică sau justiție și nu erau obligați să presteze servicii militare.
În regat a existat tot timpul un număr de sclavi musulmani. În schimb, legea nu permitea ca să fie vânduți ca sclavi vreun creștin, indiferent dacă era catolic sau ortodox, dar prizonierii de război căzuți în mâinile musulmanilor erau vânduți ca robi. Singura posibilitate de dezrobire a musulmanilor era convertirea la creștinismul catolic.
Au existat mai multe încercări de atragere a coloniștilor din Europa. Popularea regiunii cu creștini europeni ar fi eliberat regatul de dependența economică față de arabii, sirienii și grecii în care stăpânii nu aveau încredere, dar emigrarea și colonizarea la scară largă nu făceau parte dintre deprinderile Europei medievale. Deși a existat un flux de țărani franci spre zonele rurale ale regatului, numărul acestor coloniști a fost relativ redus. Toate acestea au dus la situația în care un mic număr de occidentali guvernau o populație formată în principal din arabi, sirieni și greci, pe care stăpânii nu se puteau baza mult nici ca forță de muncă, nici ca supuși de încredere ai regatului.
Problema lipsei de personal militar a fost rezolvată parțial prin crearea ordinelor militare. Ordinele cavalerilor templieri și cavalerilor ospitalieri au fost înființate în primii ani de existență ai regatului și deseori ei au luat locul nobililor în zonele rurale. Deși cartierele lor generale erau în Ierusalim, cavalerii trăiau deseori în castele vaste și cumpărau pământ de la alți nobili, care nu-și permiteau să mai păstreze moșiile. Case ale templierilor și ospitalierilor au fost înființate în toată Europa de Vest, noi recruți fiind trimiși spre Țara Sfântă, ceea ce ducea la creșterea efectivelor acestor ordine militare. Totuși, ordinele militare erau plasate sub directa autoritate a Papei, nu sub cea a regelui. Ordinele militare se bucurau de o mare autonomie și din punct de vedere legal nu primeau ordine pe linie militară din partea regelui, deși trebuie spus că au participat la toate bătăliile importante purtate de liderii seculari ai regatului.
După pierderea Ierusalimului în 1187, practic întreaga populație de origine francă sau italiană a fugit înapoi în Europa. Recucerirea litoralului mediteranean în timpul celei de-a treia cruciade a permis și revenirea unor coloniști franci în noile teritorii.

### Economia
Prezența a numeroase orașe în zonă, combinată cu prezența masivă a negustorilor italieni, a dus la apariția unei economii mai degrabă comerciale decât agricole. Palestina fusese tot timpul o importantă intersecție a drumurilor comerciale. În anii de existența a regatului, acest comerț a cuprins și Europa. Mărfurile europene au ajuns în Orientul Mijlociu și în Asia, în paralel fiind transportate în Europa mărfuri asiatice. Ierusalimul era un centru al comerțului cu mătase, bumbac și mirodenii. În această perioadă au apărut pentru prima oară în Europa unele mărfuri precum portocalele sau zahărul. În zonele rurale se cultivau grâul, orzul și legumele, existând plantații de măslini, curmali și viță de vie. Negustorii italieni făceau profituri enorme din comerțul trans-mediteranian, mulțumită diferitelor tratate comerciale, așa cum a fost Pactum Warmundi.
Autoritățile din Ierusalim colectau sume importante de bani din tributuri, în primul rând din orașele de coastă care nu fuseseră încă ocupate, dar și din state vecine precum cele ale Damascului sau Egiptului, pe care cruciații le învinseseră, dar nu le putuseră cuceri. După ce Baldwin I și-a extins stăpânirea asupra Transiordaniei, autoritățile din Ierusalim au primit bani și din taxarea caravanelor de cămile care călătoreau din Siria spre Egipt sau Peninsula Arabică. Monetarismul economiei Ierusalimului a adus rezolvarea problemei efectivelor scăzute ale armatei prin angajarea de mercenari, o practică neobișnuită pentru Europa medievală. Mecenarii puteau fi atât europeni, iar, de cele mai multe ori, soldați musulmani, precum vestiții turcopoli.

### Învățământul
Ierusalimul era centrul învățământul din regat. Exista o școală aparținând de Biserica Sfântului Mormânt. Bogăția relativă a negustorilor asigura posibilitatea copiilor lor să fie educați în această școală, unde studiau și copii de aristocrați. Este posibil ca William din Tyr să fi fost coleg de școală cu viitorul rege Baldwin al III-lea. Principala materie de studiu era scrisul și cititul în limba latină. Continuarea studiilor nu putea fi făcută decât în universitățile din Europa. Fondarea unei universități în Ierusalim era practic imposibilă într-o societate care prețuia mai mult războiul decât filozofia sau teologia. Totuși, se știe că populația de origine francă și nobilimea se puteau mândri cu o înaltă rată a alfabetizării. Existau în Ierusalim un număr mare de juriști și clerici, iar studiul legilor, istoriei și altor subiecte academice reprezenta o preocupare importantă în rândul familiilor nobile sau a celei regale. În Ierusalim funcționa o bibliotecă importantă, în care puteau fi găsite nu doar lucrări medievale latine, dar și literatură arabă, cea mai mare parte fiind se pare capturată de la Usamah ibn Munqidh și apropiații săi după un raid pe la mijlocul secolului al XII-lea. La Biserica Sfântului Mormânt a funcționat un birou de copiști, unde erau scrise importante documente regale. În afară de limba latină, care era limba cancelariilor vest-europene, populația și cruciații mai comunicau și prin dialectele france și italiene, dar și prin limbile băștinașilor: greacă, armeană și arabă.

### Arta

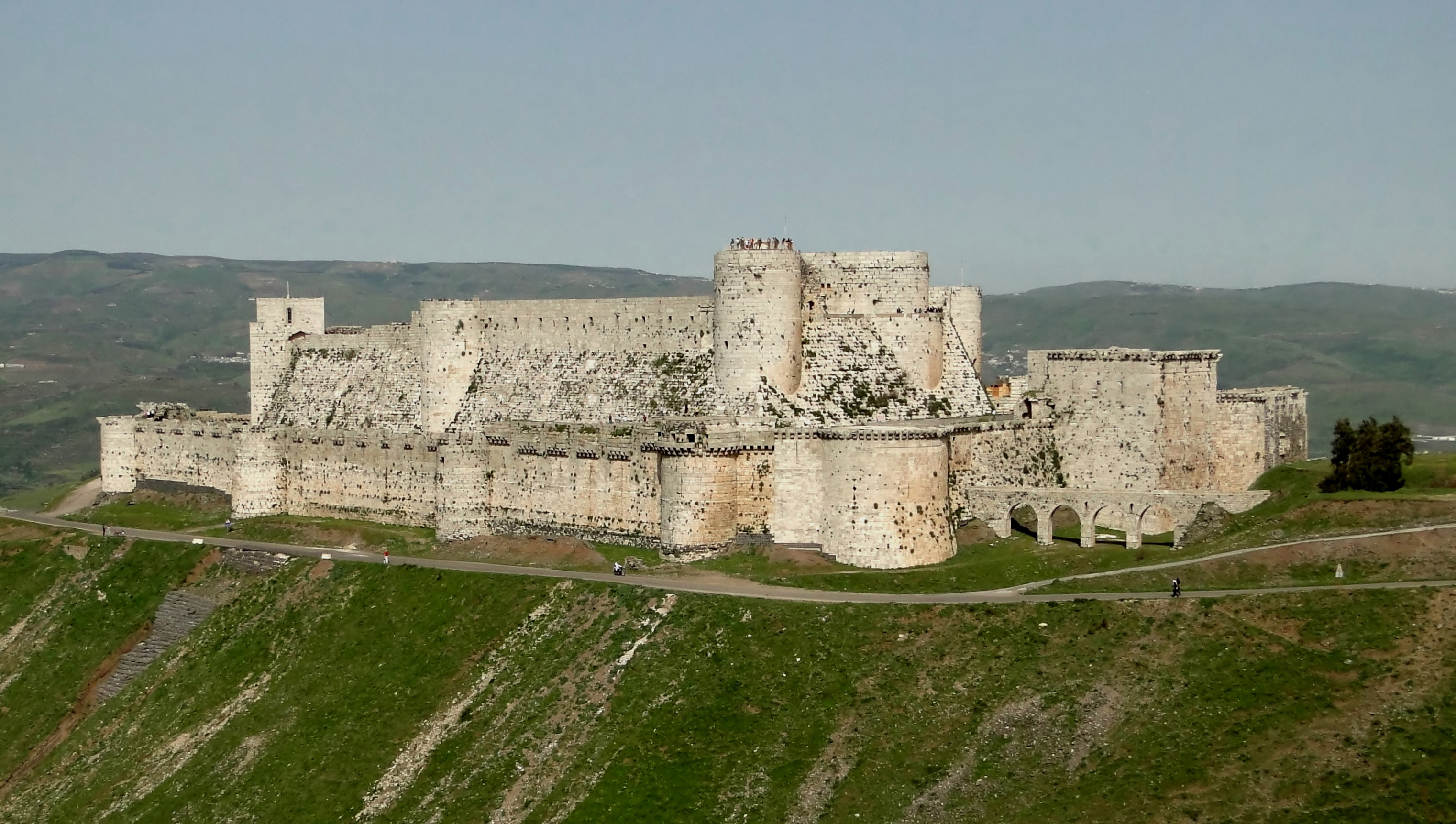
Crac des Chevaliers, Siria, sit înscris pe lista locurilor din patrimoniul mondial UNESCO

Cea mai importantă lucrare arhitecturală a fost extinderea în stil gotic apusean a Bisericii Sfântului Mormânt. Această extindere a unificat toate locurile de închinăciune separate într-o singură clădiere, care a fost terminată în 1149. În afara Ierusalimului, principala atenție a constructorilor s-a îndreptat către ridicarea castelelor și fortărețelor: Kerak și Montreal în Oultrejordain (Transiordania) și Ibelin lângă Jaffa sunt cele mai reprezentative exemple.
Arta cruciată a fost un amestec de stiluri vest-european, bizantin și islamic.
În orașele mari ale regatului au funcționat băi publice, cu instalații sanitare interioare și diferite alte facilități pentru igienă, care erau absente în orașele europene. Cel mai cunoscut monument al artei cruciate poate fi considerat Psaltirea Melisendei, un manuscris împodobit cu miniaturi remarcabile, (o comandă executată între anii 1135 și 1143, aflat acum în depozitele British Library), și capitelurile sculptate din Nazaret. Până la cucerirea mamelucilor, în regat existau numeroase picturi murale și mozaicuri, majoritatea lor fiind distruse de musulmani. Numai cele mai puternice fortărețe au rezistat și după prăbușirea regatului.

### Guvernarea și sistemul juridic

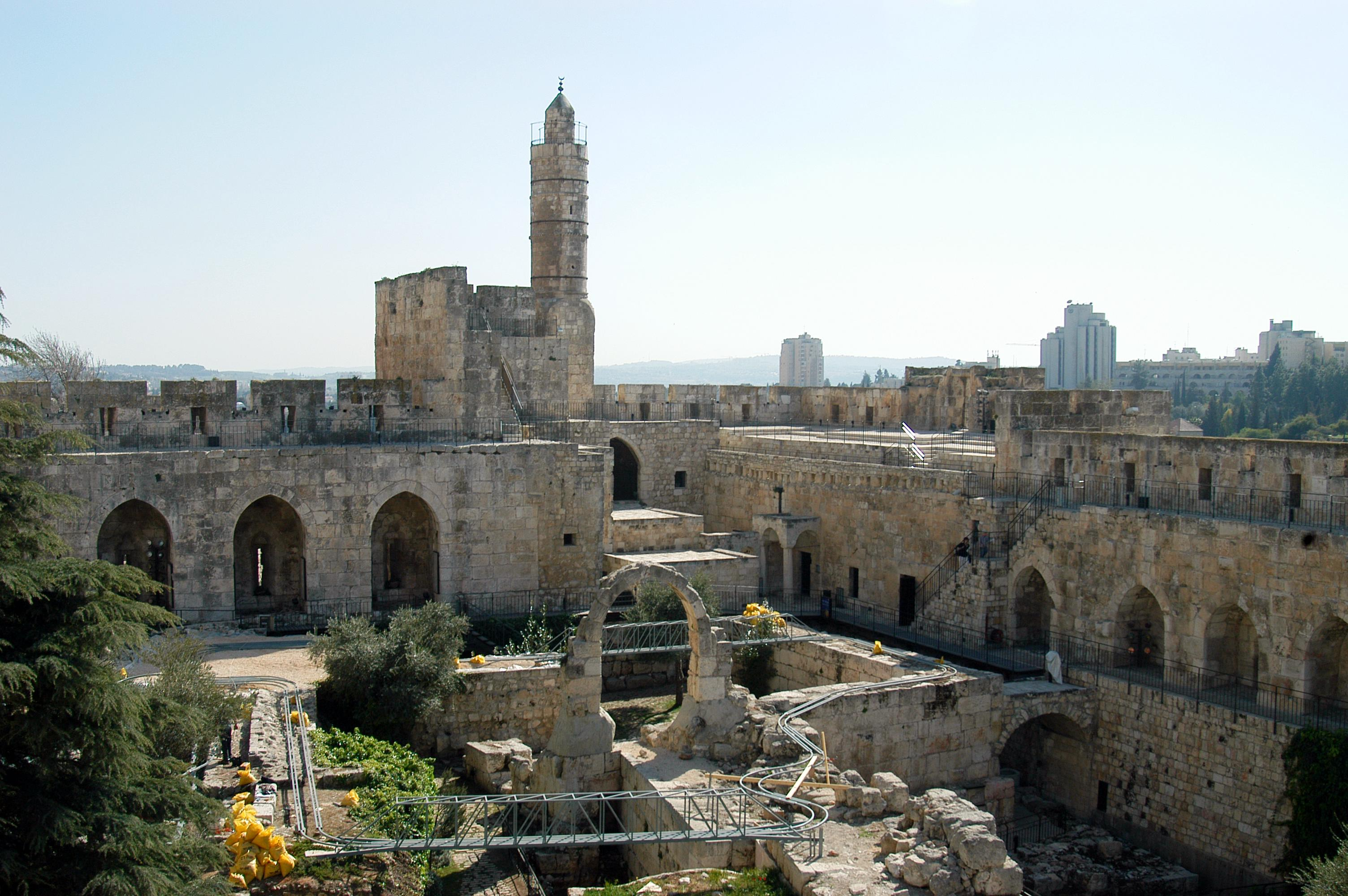
Turnul lui David din Ierusalim, așa cum arată în zilele noastre

Imediat după succesul primei cruciade, pământurile au fost redistribuite vasalilor loiali lui Godfrey, care au format noile fiefuri feudale ale regatului. Această politică a fost continuată de urmașii lui Godfrey. Regele era ajutat în conducerea statului de ofițerii statului. Datorită faptului că aristocrații aveau tendința să locuiască mai degrabă în Ierusalim decât pe proprietățile lor din zonele rurale, ei aveau o mai mare influență asupra regelui decât aveau nobilii din Europa asupra monarhilor lor. Nobilii formau Înalta Curte din Ierusalim, unul dintre primele parlamente care au apărut la vest-europeni. Curtea era formată din cardinali și marii nobili și era responsabilă pentru confirmarea alegerii noului rege, (sau, dacă era necesar, a unui nou regent), pentru colectarea taxelor, baterea de monedă, alocarea de bani pentru cheltuielile publice sau pentru lista civilă a regelui și pentru recrutările de soldați.
Înalta Curte (Haute Cour) era singura în măsură să judece nobilii regatului, în jurisdicția sa aflându-se cazurile penale precum crima, violul și trădarea, dar și disputele feudale ordinare, așa cum erau recuperarea sclavilor fugiți, vânzarea sau cumpărarea fiefirilor sau încălcarea îndatorilor feudale. Pedepsele variau de la confiscarea moșiilor și exilul până la pedeapsa capitală. Primele legi ale regatului au fost date, cel puțin după cum spune tradiția, în timpul scurtei domnii a lui Godfrey de Bouillon, dar e mai probabil ca un cod coerent de legi să fi fost promulgat doar de Baldwin al II-lea la Counciliul de la Nablus din 1120. Totuși, nu există legi scrise care să se fi păstrat din secolul al XII-lea.
Existau și alte tribunale mai puțin importante destinate rezolvării problemelor juridice ale populației nelatine și pentru oamenii de rând, așa numitele Cour des Bourgeois. Aceste tribunale inferioare asigurau judecarea pricinilor și aplicarea legii în cazul latinilor de rând, care se făceau vinovați de infrancțiuni precum atacurile cu violență sau hoția, dar și în cazul nelatinilor, care se bucurau de mai puține drepturi legale. Existau și tribunale speciale: Cour de la Fond (pentru rezolvarea disputelor comerciale) și Cour de la Mer (tribunale maritime), cele din urmă numai în orașele-port. Existența unor tribunale ale băștinașilor musulmani sau ortodocși nu este cunoscută din izvoare istorice certe, dar este de presupus că liderii islamici locali, ra'is, exercitau un anumit grad de autoritate judecătorească asupra coreligionarilor lor. Pentru crime extrem de grave, chiar și nelatinii sau oamenii de rând erau judecați de Haute Cour.
Regele era recunoscut în mod oficial ca  șef al Înaltei Curți, deși din punct de vedere legal era recunoscut doar ca primus inter pares (primul între egali). Regele și Curtea regală funcționau de obicei în Ierusalim, dar datorită prohibiției de accedere în Orașul Sfânt cu care se confruntau musulmanii, capitala era relativ mică și slab populată. Din acest motiv, regele convoca deseori Curtea în orașe mai puțin importante precum Acra, Tyr sau Nablus sau în orice altă locație se afla. În Ierusalim, familia regală a locuit la început pe Muntele Templului, mai înainte de înființarea Ordinului cavalerilor templieri, iar mai târziu în palatul din jurul Turnului lui David. Mai exista un complex de palate regale în Acra.

## Ierusalimul la mijlocul secolului al XII-lea

### Edessa și Damascul
Baldwin al II-lea a fost urmat la tron de fiica sa Melisende, care a domnit împreună cu soțul său, Fulk, fostul Conte de Anjou. În timpul domniei lor, Ierusalimul a ajuns la stadiul de maximă înflorire economică și artistică. Fulk, care era un comnadant militar foarte destoinic, a trebuit să lupte cu un inamic nou și mult mai puternic – Atabegul Zengi din Mosul. Deși Fulk a reușit să facă față atacurilor lui Zengi de-a lungul întregii sale domnii, William din Tyr l-a criticat pe Fulk pentru că nu a asigurat securitatea frontierelor. Statele cruciate din nord au început de asemenea să nu mai recunoască suzeranitatea Regatului Ierusalimului și au luptat împotriva forțelor lui Fulk. Fulk a murit într-un accident de vânătoare în 1143, iar Zengi a profitat de moartea liderului latin și a cucerit Edessa în 1144. Regina Melisende, regentă a celui mai în vârstă fiu al ei, Baldwin al III-lea, a numit un conetabil, Manasses de Hierges, să conducă armata după moartea lui  Fulk. Situația regatului s-a îmbunătățit pentru puțină vreme odată cu sosirea luptătorilor celei de-a doua cruciade, în 1147. Întâlnindu-se la Acra în 1148, regii Ludovic al VII-lea la Franței și Conrad al III-lea al Germaniei au luat decizia să atace emiratul Damascului, care avusese până în acel moment o atitudine prietenoasă față de Ierusalim. Pacea dintre Ierusalim și Damasc fusese stabilită în vremea domniei lui Fulk, scopul fiind lupta împotriva amenințărilor lui Zengi și mai apoi a succesorului acestuia, Nur ad-Din. Cruciații occidentali considerau Damascul o țintă ușor de atins, iar tânărul și lipsitul de experiență Baldwin al III-lea a fost de acord cu planurile mai faimoșilor monarhi europeni. În ciuda sfaturilor reginei Melisende și a conetabilului Manasses, dar și a unor cruciați cu experiență, conform cărora trebuia cucerit mai întâi Alepul, după care ar fi urmat recucerirea  Edessei, eforturile de război s-au îndreptat către obiectivul stabilit la început de regii occidentali. Cruciada a doua a sfârșit în 1148, odată cu înfrângerea dezastruoasă a cruciaților din timpul asediului Damascului. 

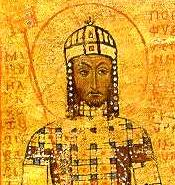
Basileul Manuel I Comnen, un aliat apropiat al Regatului Ierusalimului.

### Alianța cu Imperiul Bizantin
Regina Melisende a continuat să domnească ca regent chiar și după ce Baldwin a devenit major. Fiul și-a detronat mama în 1153. Cei doi au ajuns la un compromis, urmând să împartă regatul în două, cu Baldwin la conducerea nordului cu capitala la Acra și cu mama sa la conducerea sudului, cu capitala la Ierusalim. După numai puțină vreme însă, Baldwin a invadat jumătatea sudică de regat, l-a învins pe comitele Manasses și și-a asediat mama în Turnul lui David. Regina Melisende s-a predat și a renunțat la pretențiile de regent, lăsându-și fiul ca singur monarh, dar Baldwin a revenit asupra hotărârilor sale și și-a reinvestit mama ca regent și prim-consilier în anul următor. Baldwin al III-lea a cucerit de la fatimizi Ascalonul, ultimul avanpost egiptean pe coasta palestiniană. În același timp însă, situația generală a cruciaților a devenit mult mai rea, Nur ad-Din reușind să cucerească Damascul, unificând astfel Siria musulmană sub conducerea sa.
Baldwin trebuia acum să facă față unor dificultăți care păreau de netrecut. Armata sa ducea lipsă de oameni și resurse pentru apărarea teritoriului regatului, iar aprovizionarea din occident încetase aproape total. Din acest motiv el și-a concentrat atenția asupra singurei surse de ajutor posibil, Imperiul Bizantin. Pentru ca să asigure apărarea regatului împotriva musulmanilor din ce în ce mai puternici, Baldwin al III-lea a făcut prima alianță directă cu Imperiul Bizantin din istoria regatului, căsătorindu-se cu nepoata basileului Manuel I Comnen, Theodora Comnen. La rândul său, Manuel s-a căsătorit cu verișoara lui Baldwin, Maria. Baldwin a murit fără urmași în 1162, la un an după moartea mamei sale, pe tron s-a suit fratele său Amalric I, care a reînnoit alianța negociată de Baldwin. Trăinicia alianței a fost demonstrată în 1164, în momentul în care cruciații au suferit o înfrângere severă în bătălia de la Harim, în fața porților Antiohiei. Prințul Antiohiei, Bohemund, a fost luat prizonier de Nur ed-Din împreună cu cei mai importanți baroni din suita sa militară. Cum Amalric era implicat într-o campanie militară în extremul sud al regatului, părea că Antiohia va fi cucerită de musulmani. Basileul Manuel a mobilizat rapid o mare armată bizantină și a trimis-o în zonă, obligându-l pe Nur ad-Din să se retragă. Împăratul Manuel a plătit de asemenea și răscumpărara pentru eliberarea prințului Antiohiei. Astfel, alianța a salvat Regatul Ierusalimului de la un posibil dezastru.
Amalric a fost forțat să divorțeze de prima sa soție (Agnes de Courtenay) pentru a putea accede la tron. Domnia lui Amalric a fost caracterizată de competiția pentru controlul asupra Egiptului dintre el și împăratul Manuel pe de-o parte și Nur ad-Din și vicleanul său vasal Saladin, pe de altă parte. Prima expediție a lui Amalric în Egipt a avut loc în 1163 și au urmat mai multe serii de alianțe și contraalianțe dintre Almaric, vizirii Egiptului și Nur ad-Din, urmate de mai multe invazii până în 1169. Campaniile egiptene ale latininilor au fost sprijinite de împăratul Manuel. Pentru a întări alianța celor doi, Almaric s-a căsătorit cu o strănepoată a bazileului, Maria Comnen. În 1169, Manuel a trimis o flotă numeroasă, (aproximativ 300 de corăbii), în sprijinul lui Amalric, forțele aliate asediind orașul Damietta. Datorită unei cooperări necorespunzătoare a aliaților, campania din Egipt s-a dovedit un eșec. Flota bizantină plecase în campanie cu provizii numai pentru trei luni. În momentul în care cruciații erau gata de luptă, flota terminase deja proviziile, iar corăbiile au părăsit luptele pentru reaprovizionare. Părțile s-au acuzat reciproc pentru eșecul campaniei, dar fiecare știa că depind unul de celălalt. S-au făcut planuri pentru o nouă invazie în Egipt. Amalric a eșuat până în cele din urmă în încercările de cucerire a Egiptului. În cele din urmă, Nur ad-Din a câștigat controlul asupra Egiptului, iar Saladin a fost instalat sultan al noii cuceriri. Moartea atât a regelui Amalric cât și a lui Nur ad-Din în 1174 a lăsat cale liberă afirmării lui Saladin, a cărui putere s-a extins rapid și asupra Siriei, încheind astfel încercuirea completă a Regatului Ierusalimului. Odată cu moartea basileului pro-occidental Manuel în 1180, Ierusalimul și-a pierdut cel mai puternic aliat.

## Dezastrul și refacerea

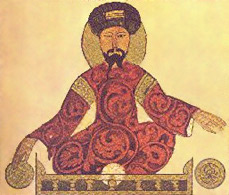
Saladin, miniatură dintr-un manuscris arab din secolul al XII-lea.

Amalric a fost urmat pe tron de fiul său cel mic, Baldwin al IV-lea, care suferea de la o vârstă fragedă de lepră. Cu toate acestea, Baldwin s-a dovedit un rege energic și un comandant militar priceput. Mama sa, Agnes de Courtenay, s-a reîntors la Curte, dar influența sa a fost puternic exagerată  de istoricii medievali. Rolul ei în numirea Eraclius, arhiepiscopul de Cesareea, ca Patriarh al Ierusalimului, s-a  asemănat cu precedentul stabilit de regina Melisende. Totuși, numirea în funcție a lui Eraclius a provocat ranchiuna rivalului său, William din Tyr. În scrierile sale, ca și în cele ale continuatorilor Cronicii lui Ernoul, reputația politică și sexuală a reginei-mamă a fost grav afectată de afirmațiile nefondate și răutăcioase.
Contele Raymond al III-lea de Tripoli, vărul primar al tatălui regelui, a fost bailli – regent în timpul minoratului lui Baldwin al IV-lea. Baldwin a atins majoratul în 1176 și, în ciuda bolii, a dovedit că nu are nevoie de sprijinul niciunei regențe. De vreme ce Raymond era cea mai apropiată rudă pe linie masculină, acesta avea pretenții la succesiunea la tron, existând temeri că ar fi fost capabil să-și detroneze regele, în ciuda faptului că la rândul lui nu avea urmași direcți. Pentru a compensa aceasta, regele îi acorda din când în când o atenție sporită unchiului său, Joscelin al III-lea al Edessei.
Fiind bolnav de lepră, Baldwin nu avea cum să se căsătorească și nu putea avea urmași, așa că a hotărât ca succesoare la tron să devină ori sora sa Sibylla, ori sora sa vitregă Isabella. Baldwin și sfătuitorii lui au ajuns la concluzia că doar prin căsătoria Sibyllei cu un nobil apusean ar putea regatul să capete sprijin din Europa. În 1176, Sibylla s-a căsătorit cu William de Montferrat, un văr al regelui Ludovic al VII-a al Franței și al regelui Frederic Barbarossa. Din nefericiere, William a murit la numai câteva luni de la căsătorie, în 1177, Sibylla fiind însărciantă cu viitorul Baldwin al V-lea. Între timp, mama vitregă a regelui, Maria, mamă a Isabellei, s-a căsătorit cu Balian de Ibelin.
Baldwin l-a înfrânt pe Saladin la Montgisard din 1177, asigurând un scurt răgaz. În regat însă, problema succesiunii a rămas una foarte complicată. În 1180, regele a împiedicat încercările lui Raymond să o mărite pe Sibylla cu Baldwin de Ibelin, aranjând o căsătorie cu Guy de Lusignan. Guy era fratele mai mic al lui Amalric de Lusignan, având deja o reputație de om foarte capabil, având sprijinul anumitor facțiuni importante ale nobilimii locale. Mai mult, familia Lusignan era vasală a vărului lui Sibylla, Henric al II-lea al Angliei. Baldwin a logodit-o pe Isabella (la numai 8 ani) cu Humphrey al IV-lea de Toron, fiul vitreg al atotputernicului  Raynald de Chatillon – scotând-o astfel de sub influența familiei Ibelin și a mamei sale. Guy a fost numit bailli al regelui pentru perioadele de crize ale bolii sale.
În 1183, Isabella s-a căsătorit cu Humphrey la Kerak, în timpul asediului asedierii orașului de către forțele lui Saladin. Baldwin, orb și neputincios, supraveheat de mama sa, a pornit purtat într-o litieră să despresureze orașul. Regele s-a arătat deziluzionat de performanțele militare ale lui Guy, acesta arătându-se mult mai puțin competent decât răposatul său frate, Amalric. În plus, s-a reconciliat cu Raymond. Pentrui a bloca calea lui Sibylla și lui Guy spre tron, regele l-a încoronat coregent pe fiul lui Sibylla, Baldwin de Montferrat,  sub numele de Baldwin al V-lea, deși băiatul avea doar 5 ani.
S-a căutat rezolvarea crizei de succesiune prin trimterea unei misiuni în occident. În 1184, Patriarhul Eraclius a călătorit pe la toate curțile Europei, dar nu a primit niciun ajutor. Un cronicar medieval scria că uriașul cortegiu și odăjdiile opulente au ofensat senibilitatea multor occidentali, care considerau că, dacă răsăritenii sunt așa de bogați, apusenii nu trebuie să le ofere ajutor de niciun fel. Eraclius a oferit coroana regatului atât lui Filip al II-lea al Franței cât și lui Henric al II-lea al Angliei. Cel din urmă era nepotul lui Fulk, era văr primar cu membri ai familiei regale de la Ierusalim, și promisese să plece în cruciadă după uciderea lui Thomas Becket, dar până în cele din urmă a preferat să rămână acasă și să-și apere posesiunile. Totuși, William al V-lea de Montferrat a venit la Ierusalim să-și sprijine nepotul, Baldwin al V-lea.
Baldwin al IV-lea a murit în primăvara anului 1185, fiind urmat pe tron de  Baldwin al V-lea, cu  Raymond de Tripoli numit regent și cu unchiul  regal Joscelin al Edessei numit apărător al tronului.  Până la urmă, copilul-rege bolnăvicios a murit în vara anului 1186. Coroana a trecut la mama sa, Sibylla, cu condiția ca mariajul său cu  Guy să fie anulată. Regina a fost de acord cu condiția ca să-și poată alege singură consortul. Anularea căsătorie nu a mai avut loc însă: după ce a fost încoronată, Sibylla l-a încoronat pe Guy cu propriile sale mâini. Raymond și familia Ibelin au încercat să dea o lovitură de stat, pentru a-i pune pe tron pe Baldwin al IV-lea și pe sora vitregă a lui Sibyll, Isabella, alături de soțul ultimei, Humphrey al Toronjului. Humphrey, însă, s-a alăturat taberei lui Guy. Desgustat, Raymond s-a reîntors la Tripoli, iar Baldwin de Ibelin a părăsit regatul.

### Căderea Ierusalimului și a treia cruciadă

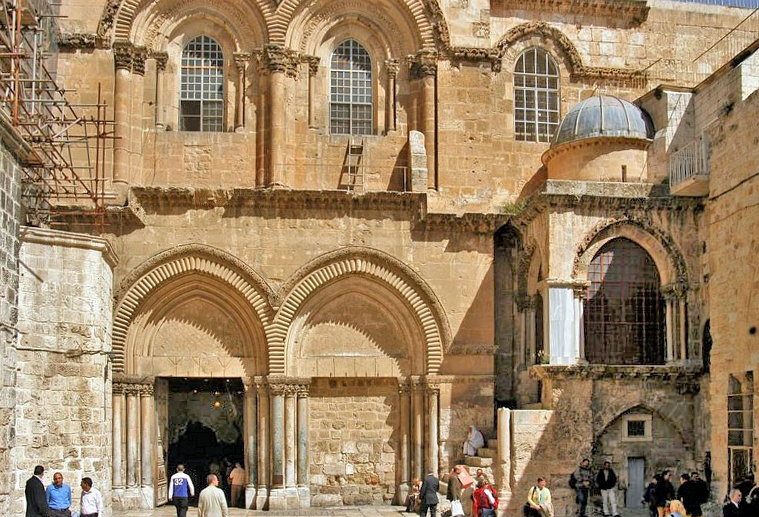
Intrarea principală a Bisericii Sfântului Mormânt.

Guy s-a dovedit un conducător dezastruos. Aliatul său Raynald de Chatillon, liderul Transiordaniei și Kerakului, l-a provocat pe Saladin atacând caravanele musulmane și amenințând până și Mecca. Pentru ca lucrurile să evolueze și mai rău, Raymond a schimbat alianțele și i-a permis lui Saladin să plaseze o garnizoană musulmană în fieful său din Tiberias. Guy a fost gata să-l atace 
pe Raymond, dar Balian de Ibelin a reușit să-i reconcilieze pe cei doi lideri în 1187, iar cu forțe unite au atacat pe Saladin la Tiberias. Totuși, Guy și Raymond nu au reușit să se pună de acord asupra unui plan de atac, iar pe 4 iulie 1187, armata regatului a fost distrusă în bătălia de la Hattin. Raynald a fost executat, iar Guy a fost luat prizonier și dus la Damasc. În numai câte luni, Saladin a ocupat aproape întreg regatul, mai puțin portul Tyr, care s-a apărat cu succes în fața atacatorilor.
Căderea Ierusalimului, care a urmat la scurtă vreme, a dus la dispariția  primului Regat al Ierusalimului. Cea mai mare parte a populație, din care numeroși refugiați din regiunile cucerite deja de Saladin, a primit dreptul să se plece la Tyr, Tripoli sau în  Egipt, de unde au fost trimiși mai departe în Europa, dar cei care nu au reușit să plătească o răscumpărare pentru libertatea lor au fost vânduți ca sclavi. Mulți dintre cei care au reușit totuși să plătească au fost jefuiți de musulmani sau, în egală măsură, și de creștinii pe teritoriile cărora se deplasau refugiații. Căderea Ierusalimului a șocat întreaga Europă, ceea ce a dus la organizarea unei a treia cruciade, care a fost lansată în 1189, sub conducerea lui Richard Inimă de Leu și a lui Filip al II-lea al Franței (Frederic Barbarossa decedase în drum spre Țara Sfântă).
Guy de Lusignan, căruia îi fusese interzisă intrarea în Tyr, a început un asediu al orașului Acra în 1189. În timpul unui asediu lung, care a durat până în 1191, Patriarhul Eraclius, regina Sibylla, fiicele ei și mulți alții din suita lor au murit din cauza diferitelor boli. Odată cu moartea Sibyllei în 1190, Guy nu mai avea niciun drept legal la tron, iar coroana a revenit Isabellei. Mama sa, Maria, și familia Ibelin au declarat că mariajul noii regine cu Humphrey era ilegal, deoarece ea era minoră în momentul perfectării căsătoriei. Căsătoria a foast anulată. Conrad, care era cea mai apropiată rudă pe linie masculină a lui Baldwin al V-lea și care demonstrase prin apărarea Tyrului că este un militar priceput, s-a căsătorit cu Isabella, dar Guy a refuzat să renunțe la tron.
Când cruciații au sosit în zonă în 1191, Richard Inimă de Leu și Filip s-au plasat pe poziții diferite în privința succesiunii. Richard îl sprijinea pe Guy, vasalul său din Poitou, în vreme ce Filip îl sprijinea pe Conrad, un văr al tatălui său, Ludovic al VII-lea. După multe suferințe, Filip s-a reîntors în țară în 1191, la scurtă vreme după cucerirea Acrei. Richard l-a învins pe la Saladin la Arsuf în 1191 și la Jaffa în 1192, recucerind practic întreaga regiune a coastei meditenaneene, dar nu a reușit să recucerească Ierusalimul, sau alte teritorii din interiorul fostului regat. Conrad a fost ales în mod unanim rege în aprilie 1192, dar a fost ucis de hașașșini numai câteva zile mai târziu. Opt zile mai târziu, Isabella, însărcinată cu copilul regele ucis, a fost căsătorită cu contele Henry al II-lea de Champagne, nepot al regilor Richard și Filip, dar aliat politic doar al lui Richard.  Guy a primit drept compensație Regatul Ciprului, după ce Richard a cucerit insula.
Cruciada s-a terminat pașnic, odată cu semnarea Tratatului de la Ramala din 1192. Saladin permitea pelerinilor creștini să călătorească la locurile sfinte din Ierusalim, să se roage și să se reîntoarcă în siguranță la casele lor. Baronii cruciați încă mai sperau în reconstruirea regatului în jurul Acrei și a altor orașe de coastă. La scurtă vreme după ce regele Richard a plecat din regiune, Saladin a murit, iar teritoriile stăpânite de el s-au scufundat în vâltorile războiului civil, lăsându-i pe baronii creștini să se plângă de momentul nepotrivit ales de cruciați să părăsească regiunea.

## Regatul Acrei
Pentru următoarea sută de ani, Regatul Ierusalimului s-a zbătut să reziste în postura de mică țărișoară întinsă de-a lungul coastei siriene a Mediteraniei. Capitala a fost mutată la Acra, de unde era controlată cea mai mare parte a coastei Israelului de azi și a sudului Libanului, inclusiv orașele Jaffa, Arsuf, Caesarea, Tyr, Sidon și Beirut. În vremurile cele mai bune, regatul includea încă câteva alte orașe importante, așa cum era Ascalonul, sau unele fortărețe din interiorulul țării, și își exercita suzeranitatea asupra orașelor Tripoli și Antiohia. Noul rege, Henry de Champagne, a murit accidental în 1197, iar Isabella s-a căsătorit pentru a patra oară, de data asta cu Amalric de Lusignan, fratele lui Guy. Au fost făcute pregătiri pentru Cruciada a patra, care însă, în loc să elibereze locurile sfinte, a fost deturnată, fiind atacat și ocupat Constantinopolulul în 1204, cavalerii cruciați  nemaiajungând niciodată la Ierusalim. 

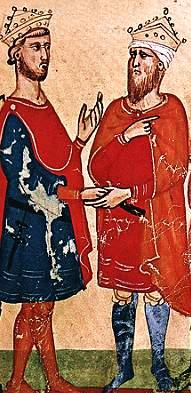
Frederick al II-lea (stâmga) întâlnindu-l pe Al-Kamil (dreapta).

Atât regina Isabella cât și regele Amalric au murit în 1205, din nou coroana revenind unei fete minore, fiica celor doi, Maria de Montferrat. În 1210, Maria a fost căsătorită cu un sexagenar experimentat, Jean de Brienne, care a reușit să păstreze în relativă siguranță micul regat. Regina a murit la naștere, Jean continuând să se afle în fruntea statului ca regent al fiicei sale, Iolanda-Isabella. S-au făcut planuri pentru recucerirea Ierusalimului, dar a cincea cruciadă convocată în acest scop a fost un eșec. Jean de Brienne a călătorit prin Europa în căutarea ajutorului monarhilor vremii, dar nu a primit asistență decât din partea împăratului Frederick al II-lea al Sfântului Imperiu Roman, care de altfel s-a și căsătorit cu fiica lui Jean, regina Iolanda-Isabella. Frederick a condus a șasea cruciadă în 1228, și a pretins coroana Ierusalimului prin dreptul regal al soției sale, așa cum făcuse și Jean de altfel. Efectivele armatelor lui Fredrick și prestigiul de care se bucura în lumea islamică au fost suficiente pentru reocuparea fără luptă a Ierusalimului și a altor orașe, (Betleem, Nazaret) și a unui număr de castele. Toate acestea au fost consfințite într-un tratat cu sultanul Ayyubid Al-Kamil. Totuși, nobilii din Transiordania, conduși de regentul Jean de Ibelin, au considerat că prin acțiuni militare s-ar fi putut recupera un teritoriu mai vast și, în plus, s-au opus încercărilor de impunere a autorității imperiale asupra micului lor regat, ceea ce a dus la un număr de confruntări militare, atât pe continent, cât și în Cipru. Restaurarea teritorială a fost de scurtă durată – regatul nu dispunea de suficient teritoriu pentru a asigura posibilități reale de apărare ale orașelor, iar, în 1244, sultanii Ayyubizi au invitat clanurile dislocate de înaintarea mongolilor să atace și să cucerească orașul Ierusalim. După un asediu dur, Ierusalimul a fost cucerit și transformat în ruine, făcându-l de neutilizat, atât pentru creștini cât și pentru musulmani. Cruciada a șaptea condusă de Ludovic al IX-lea al Franței nu a reușit decât să-i înlocuiască pe inamicii ayyubizi ai cruciaților cu memelucii (Dinastia Mamelucă).
Datorită faptului că monarhia era acum legată direct de suveranii puternici ai Europei, în perioada 1229 – 1268, monarhul a locuit în Europa, unde conducea un teritoriu mult mai întins, lăsând guvernarea Regatului Ierusalimului pe seama Înaltei Curți. Regii Ieruslimului erau reprezentanți de baillii lor și de regenți. Titlul de rege al Ierusalimului a fost moștenit de Conrad al IV-lea al Germaniei, fiul lui Frederick al II-lea și al Iolandei, iar mai târziu de fiul acestuia, Conradin. După moartea lui Conradin, coroana regatului a fost moștenită de regele Hugh al III-lea al Ciprului. Teritoriul regatului a fost răvășit de certurile nobililor de pe continent și cei din Cipru, dintre  resturile Comitatului Tripoli și Principatului Antiohiei, care vizau și ei creșterea influenței personale asupra orașului Acra, dar în mod special între comunitățile de comercianți italieni, ale căror certuri au dus la un conflict militar deschis în 1257. După încheierea celei de-a șaptea cruciade, nu s-au mai făcut eforturi în Europa pentru organizarea unei noi expediții militare de proporții. În 1277, regele Charles de Anjou a cumpărat titlul de "Rege al Ierusalimului" de la unul dintre pretendenții la tron. El nu a încercat niciodată să ajungă la Acra, dar a trimis un reprezentant, care, la fel ca în cazul regenților lui Frederick al II-lea, nu a fost recunoscut de nobilii Transiordaniei.
În ciuda situației geopolitice precare, teritoriul regatului a reușit să păstreze o viață economică puternică și o influență politică de luat  în seamă. Diplomații franci ai regatului au depus eforturi pentru a menține puterile musulmane divizate, învrăjbite una împotriva celeilalte, utilizând amenințarea hașșașinilor în aceeași măsură ca orice alți conducători din regiune. În ultimii ani de existență ai regatului, în condițiile amenințării tot mai puternice a mamelucilor egipteni, speranțele cruciaților s-au îndreptat către mongoli, despre care se credea că sunt mai prietenoși cu creștinii decât egiptenii. Prinții franci au încercat să capteze bunăvoința mongolilor, sprijinind invaziile acestora din urmă în Orientul Mijlociu în mai multe rânduri. Deși mongolii au atacat în mai multe rânduri în zonă, incapacitatea cruciaților și mongolilor de a-și coordona mișcările a dus la victoriile repetate a mamelucilor, (de exemplu în bătălia de la Ain Jalut din 1260). Mamelucii și-au dus la bun sfârșit programul militaro-politic de alungare a tuturor "infidelilor" franci de pe pământurile Orientului Mijlociu și, în 1291, ultimul bastion cruciat, Acra, a fost cucerită după un asediu violent de armatele sultanului Khalil. Cuceritorii orașului Acra s-au dovedit mult mai puțini îngăduitori decât Saladin cu o sută de ani în urmă: cea mai mare parte a populației creștine a fost ori masacrată, ori vândută în târgurile de sclavi.
Regatul Ierusalimului a încetat să mai existe pe continent, dar regii Ciprului au continuat pentru mai multe decenii să facă planuri pentru recucerirea Pământului Sfânt. În secolele care au urmat căderii Ierusalimului, până în zilele noastre, mai mulți monarhi europeni au utilizat titulatura de "Rege al Ierusalimului", așa cum e cazul lui Adrian de Habsburgo , care folosește în mod oficial acest titlu.

## Blazonul Regatului Ierusalimului
Blazonul Regatului Ierusalimului, care a suferit mai multe schimbări de-a lungul timpului, este reprezentat de cruci grecești "Or" (de aur) pe un câmp "Argent" (de argint).  Acest blazon este considerat o violare a regulilor culorilor în heraldică, care interzic plasarea unei culori-metal pe altă culoare-metal. Folosirea crucii grecești este doar una dintre numeroasele infleunțe exercitate de Imperiul Bizantin asupra Regatului Ierusalimului.